# Ihab El-Sayed
Ihab El-Sayed (Egipto, 1 de mayo de 1989) es un atleta egipcio, especialista en la prueba de lanzamiento de jabalina, con la que ha logrado ser subcampeón mundial en 2015.

## Carrera deportiva
En el Mundial de Pekín 2015 gana la medalla de plata en lanzamiento de jabalina, tras el keniano Julius Yego y por delante del finlandés
Tero Pitkämäki.